# Мюллер, Эйтан
Эйтан Мюллер (англ. Eitan Muller; ивр. איתן מילר‎; родился в апреле 1948 года, Хайфа, Израиль) — израильский экономист, профессор маркетинга Тель-Авивского университета, профессор маркетинга Школы бизнеса Леонарда Н. Штерна при Нью-Йоркском университете.

## Биография
Эйтан родился в апреле 1948 года в Хайфе.
Эйтан Мюллер получил в 1973 году степень бакалавра наук по математике с отличием в Технионе, а в 1975 году получил степень магистра делового администрирования с отличием в Высшей школе менеджмента Келлога при Северо-Западном университете и стал членом общества Бета-Гамма-Сигма в 1975 году. В 1977 году был удостоен степени доктора философии по менеджменту в Высшей школе менеджмента Келлога при Северо-Западном университете.
Преподавательскую деятельность начал в качестве ассистента профессора экономического факультета Пенсильванского университета в 1977—1978 годах. Вернувшись в Израиль, устроился старшим лектором по маркетингу в Школе делового администрирования Еврейского университета в Иерусалиме в 1978—1987 годах, а в 1987—2004 годах был профессором маркетинга на кафедре имени Натана Галстона в Высшей школе делового администрирования Реканати Тель-Авивского университета. С 2004 года является профессором маркетинга Школы бизнеса Леонарда Н. Штерна при Нью-Йоркском университете, а также с 2012 года профессором маркетинга в Аризонской школе бизнеса Междисциплинарного центра в Герцлии.
Эйтан Мюллер был членом редколлегии в 1986—2001 годах, зональным редактором в 2002—2004 годах журнала «Marketing Science», редактором журнала Journal of Marketing Research в 1994—2002 годах, редактором «The Review of Marketing Science» в 2001—2004 годах и Management Science в 1990—2001 годах.
Был приглашённым профессором в Уортонской школе бизнеса при Пенсильванском университете в 1981 году, в Высшей школе менеджмента Келлога при Северо-Западном университете в 1982—1983 годах и в 1987—1989 годах, в школе бизнеса Кокса при Южном методистском университете в 1984 году и в 1986 году, в школе экономике и менеджмента на факультете государственного и делового администрирования при Кипрском университете в 1997—2001 годах, был почётным приглашённым преподавателем в школе бизнеса Маккомбс при Техасском университете в Остине в 1994—1997 годах.
Эйтан Мюллер является членом редколлегии журналов «Journal of Marketing», «Journal of Marketing Research», «Journal of Marketing Behavior» и главным редактором «International Journal of Research in Marketing», консультантом и экспертом Тель-Авивского филиала PWC.

## Награды
За свои достижения в области экономики был удостоен рядом наград:
- 1978 — трёхлетняя стипендия Алона от фонда Barecha как выдающемуся молодому преподавателю факультета;
- 1990 — премия Гарольда Мейнарда совместно от журнала «Journal of Marketing[англ.]» за значительный вклад в теорию маркетинга за статью «Новые модели диффузии продукта в маркетинге, анализ и направления для исследований»;
- 1990 — премия декана за мастерство от Высшей школы делового администрирования Реканати Тель-Авивского университета;
- 1995 — приз Европейской академии маркетинга за лучшую статью от журнала «Journal of Research in Marketing» за статью «Водопад и спринклер стратегий новых продуктов на конкурентных глобальных рынках»;
- 2007 — приз Европейской академии маркетинга за статью «NPV плохих новостей»;
- 2010 — приз Европейской академии маркетинга за статью «Леденящее влияние сетевых экстерналий»;
- 2016 — изумрудная премия (высшая награда) как самая цитируемая работа за работу «Анализируя значение программы отбора из уст в уста: ускорение и расширение».